# Yamaha SW
Yamaha SW är en serie snöskotrar som introducerades 1970 och hade motorn från SL396, skotern var Yamahas första tvåväxlade snöskoter och den hade vad man kallar bredband (därav W som står för widetrack), mattan var 46 cm bred och snöskotern hade hjulboggie. Motorn var en 396 cm3 tvåcylindrig tvåtaktare med 27 hk vid 5500 varv. I slutet av 1971 introducerades snöskotern i Sverige under namnet SW400B Europe.

## SW-serien år från år
- 1970 Yamaha introducerade SW396 men här går källorna isär, gamla Yamaha-broschyrer från året meddelar inte om denna snöskoter utan den presenteras först året därpå i broschyrerna. Yamaha Part Directory redovisar dock en SW396 för detta år. Modellbeteckningen hos Yamaha är uteslutande Modellbeteckning (SW)- Motorstorlek (396) - Version (SW396, SW396A - SW396W). Att nästa års modell kom att heta SW396A och Europamodellen heter SW400B stöder dock Yamaha Part Directory om att det fanns en inofficiell SW detta år.
- 1971 introducerades SW396 officiellt. Denna snöskoter kom i slutet av 1971 som 1972 års modell till Europa och heter där SW400B Europe. Motorn är en tvåcylindrig tvåtaktare på 396 cm3 som utvecklar 27 hk vid 5500 varv.
- 1972 uppgraderades SW396 med en 433 cm3 motor, namnet ändrades till SW433B. Sittdynan förändrades. I Europa salufördes SW400B fortfarande. Motorn är i princip densamma men utvecklar 30 hk vid 5500 varv. EW433B (Electrical Widetrack) har samma motor men med elstart. Den salufördes dock som en annan snöskoter trots denna marginella skillnad.
- 1973 fick SW433 nya emblem en ny sits och kom att heta SW433C. Snöskotern lanserades som en arbetshäst och motorn är exakt den samma som året före. Den här modellen salufördes i Europa som SW440C. Detta är den sista modellen av Yamaha SW433 som tillverkades. I Europa levde modellen kvar i några år och fick nya emblem.